# Laia de Ahumada i Batlle
Laia de Ahumada i Batlle (Barcelona, 1957) és escriptora i doctora en Filologia Catalana per la Universitat de Barcelona. Vinculada al món de l'ensenyament fins a 1990, on impartia formació professional, funda aleshores el Centre Obert Heura per a persones sense llar. Doctorada en filologia el 1999, ha publicat una part de la tesi a Epistolaris d'Hipòlita Roís de Liori i Estefania de Requesens. Ha cultivat el gènere de la poesia, l'assaig i l'entrevista i ha impartit diversos cursos i conferències.

## Obres destacades
- A cau d'orella, 1997[3]
- Vull parlar de Déu, 2001[4]
- Epistolaris d'Hipòlita Roís de Liori i d'Estefania de Requesens (segle xvi), 2003[5]
- Paraules des del silenci, Barcelona, 2005.
- Monges, 2008,[6] traduït al castellà com Monjas.[7]
- Els noms de Déu, 2010[8]
- Una nova imatge de Déu i de l'ésser humà, 2012,[9] (amb Teresa Forcades i Angela Volpini), traduït al castellà com Una nueva imagen de Dios y del ser humano[10]
- Teresa de Calcuta, 2013[11]
- Espirituals sense religió, 2015[12]
- El sisè sentit, amb il·lustracions de Mercè López, 2017,[13] traduït al castellà El sexto sentido[14] i al portuguès O sexto sentido[15]
- Monges, 2024, 2a. edició, amb un epíleg de l'autora i un pròleg de l'escriptora Carme Riera i Guilera